# Ромолданова, Ирина Александровна
Ирина Александровна Ромолданова (род. 29 мая 1994 года) — украинская тхэквондистка.

## Карьера
Воспитанница киевской школы тхэквондо. Тренируется у заслуженного тренера Украины Олега Нама.
В 2009 году стала вице-чемпионкой Европы среди молодёжи. В 2010 году взяла бронзу молодёжного чемпионата мира. В том же году завоевала серебро юношеских олимпийских игр в Сингапуре.
Чемпионка Европы 2011 года среди молодёжи. В 2012 году завоевала золото юниорского чемпионата Европы. В 2013 году снова становится чемпионкой Европы среди юниоров. На юниорском чемпионате Европы 2014 года становится второй.
Серебряный призёр чемпионата Европы 2014 года, серебряный призёр чемпионата мира 2015 года.
В 2017 году становится чемпионкой Летней Универсиады 2017 в Тайбэе.
Заслуженный мастер спорта Украины.